# Educa
Educa ist eine im Auftrag der Schweizerischen Konferenz der kantonalen Erziehungsdirektorinnen und -direktoren (EDK) und des Staatssekretariats für Bildung, Forschung und Innovation (SBFI) tätige Fachagentur, deren Auftrag die Verbindung technologischer Entwicklungen mit der Qualitätsentwicklung der obligatorischen Schule, der Sekundarstufe II und der höheren Berufsbildung ist.

## Geschichte
Am 14. Juni 1921 gründete Milton Ray Hartmann die Genossenschaft «Schweizer Schul- und Volkskino» (SSVK). Der Hauptzweck des SSVK waren die Gründung, Verwaltung und Nutzbarmachung eines Leiharchives für Schul- und Volksfilme. Dazu gehörte die leihweise Abgabe dieser Bildungsmittel auf gemeinnütziger Grundlage an Lehranstalten, sonstige Institutionen und Private. 1979 wurde des Schweizerische Schul- und Volksino in «Film Institut» umbenannt.
Ende der 1980er Jahre suchte das Bundesamt für Industrie, Gewerbe und Arbeit (BIGA, heute SBFI) einen Partner für die Leitung einer Fachstelle Informatik im Bereich Bildung. 1989 wurde ein Partnerschaftsvertrag zwischen dem Bundesamt für Industrie, Gewerbe und Arbeit (BIGA, heute SBFI) und dem Film Institut zur Gründung und Leitung der Schweizerischen Fachstelle für Informationstechnologien im Bildungswesen (SFIB) unterzeichnet.
Die Schweizerische Konferenz der kantonalen Erziehungsdirektoren (EDK) wurde weitere Partnerin. Im Jahr 2000 wurde die Genossenschaft in «educa.ch Schweizer Medieninstitut für Bildung und Kultur» umbenannt.
2001 haben Bund und Kantone, mit dem Schweizerischen Bildungsserver (SBS) ein neues Instrument geschaffen. Als nationale Informations-, Lern- und Arbeitsplattform, bot der Schweizerische Bildungsserver Werkzeuge zur Integration von ICT in die Bildung sowie zur Qualitätsentwicklung. Per 1. Januar 2017 überführten die Schweizerische Konferenz der kantonalen Erziehungsdirektoren (EDK) und das Staatssekretariat für Bildung, Forschung und Innovation (SBFI) den Schweizerische Bildungsserver und die Schweizerischen Fachstelle für Informationstechnologien im Bildungswesen in die Schweizer Fachagentur für ICT und Bildung.
Seit dem 1. Januar 2021 arbeitet die Fachagentur als öffentlich-rechtliche Institution unter dem Namen «Educa».

## Ziele
- Förderung des Zugangs zu und die Nutzung von digitalen Diensten
- Interessenvertretung von Schulen gegenüber privaten Anbietern (Rahmenverträge zu sicheren und gerechten Bedingungen aushandeln)
- Expertise zu technischen, juristischen und ethischen Fragen im Zusammenhang mit der Digitalisierung, Verantwortlichen des Bildungssystems entsprechende Entscheidungsgrundlagen liefern
- Dialog zwischen nationalen und internationalen Akteuren Fördern der Zusammenarbeit

## Auftrag und Trägerschaft
Der Bund, vertreten durch das Eidgenössische Departement für Wirtschaft, Bildung und Forschung (WBF), und die Kantone, vertreten durch die Schweizerische Konferenz der kantonalen Erziehungsdirektoren (EDK), führen unter dem Namen «Educa» gemeinsam die Fachagentur. Diese hat die Rechtsform einer öffentlich-rechtlichen Institution.
Educa vertritt die Schweiz im European Schoolnet (EUN).
Direktor der Fachagentur Educa ist Toni Ritz.

## Angebote
- educa.Navigator: Um verantwortliche Personen in Schulen und Schulverwaltungen bei der Frage nach geeigneten Anwendungen für den Unterricht und Schulalltag zu unterstützen, bietet die Fachagentur Educa die Webapplikation Navigator an. Die Orientierungshilfe zeigt einen transparenten Überblick über aktuell verfügbare Anwendungen und soll als erste Informationsquelle dienen.[4]
- Edulog: Edulog schützt die digitalen Identitäten, gewährleistet die sichere Nutzung der Online-Dienste im schulischen Kontext und ermöglicht einen vereinfachten Zugang für Lernende, Lehrpersonen und Mitarbeitende der Schulverwaltungen der obligatorischen Schule und der Sekundarstufe II.[5]